# Caracol Televisión
Caracol Television S.A. ( per esteso Cadena Radial Colombiana de Television S.A.) è un'azienda radiotelevisiva della Colombia la cui attività principale consiste nella gestione del canale televisivo con lo stesso nome.
Controlla anche il funzionamento di un canale GenTV nel sud della Florida, Stati Uniti, e due canali via cavo in Colombia e all'estero di proprietà del Grupo Valorem dell'imprenditore Julio Mario Santo Domingo.
Caracol Television produce parte dei suoi programmi e ne coproduce altri con partner stranieri. Detiene joint venture con aziende di fama internazionale come ABC, CBS, Fox, The CW, Telemundo, TV Globo, RCTI, Global Television Network, TV Azteca, Azteca America, Radio Televisyen Brunei, Modernine TV, Canale 7 e Canale 3 in Thailandia, Sony Pictures Television International, TVE, BE-TV, RCTV Internacional, ABS-CBN, GMA Network e MediaCorp.
Nel proprio centro di produzione e trasmissione Caracol possiede quattordici studi, che vanno da 260 a 800 metri quadrati ciascuno, con una capacità totale di oltre 28.000 metri quadrati.

## Storia
Caracol, come è noto oggi, ha cominciato a prendere forma nel 1954 quando l'organismo di radiodiffusione Caracol offerto al canale televisivo nazionale 8 una formula per sostenere le loro operazioni attraverso la fornitura di tempo di trasmissione certa per lo sfruttamento commerciale. A quel tempo, i manager Fernando Londoño Henao, Cayetano Betancourt, Carlos Sanz de Santamaria, Pedro Montoya Germain Navias e cominciò a considerare la possibilità di stabilire la prima stazione televisiva. Un anno dopo, questa idea è stata accettata e ha deciso di condividere i diritti con la trasmissione nazionale è nato e TVC (Commercial Television Ltd.).
Nel 1967, la Radio e la Televisione Nazionale (Inravisión) ha assegnato attraverso una gara d'appalto per gli allora programmatore di programmazione 45 ore a settimana, quindi nel 1969 l'allora divisione Radio Caracol TV divisi ed è diventato Caracol Television S.A., con l'obiettivo primario di commercializzare e produrre programmi televisivi.
In 1987 Industriale di Gruppo Valores Bavaria (ora Grupo Valorem) ha acquisito una partecipazione di controllo e ha iniziato una modernizzazione del livello tecnico e amministrativo.
In 2007 il canale ha completato la costruzione della sua nuova sede in La Floresta, nel nord-ovest di Bogotà, con un costo stimato di US$ 30 milioni. Prima di questo, le divisioni del canale era stata opera in diversi edifici sparsi per Bogotà.
In 2008 Caracol Television SA e delle sue controllate Caracol TV Inc. e Caracol Television Corporation America, sono stati tra i primi cinque maggiori produttori e distributori di Latina, con una presenza in oltre 50 paesi mondo.
Le trasmissioni di Canacol Televisión variano dalle telenovela (come Bermúdez, Zorro: La Espada y la Rosa e Sin tetas no hay paraìso) ai reality show (come il Grande fratello o La bella y el nerdo).